# Who Let the Dogs Out?
Who Let the Dogs Out? est une chanson écrite et enregistrée par le chanteur trinidadien Anslem Douglas en 1998. Elle a été reprise par le groupe bahamais Baha Men en 2000 qui l'a popularisée au point de remporter le Grammy Award du meilleur enregistrement dance en 2001.